# Casacay

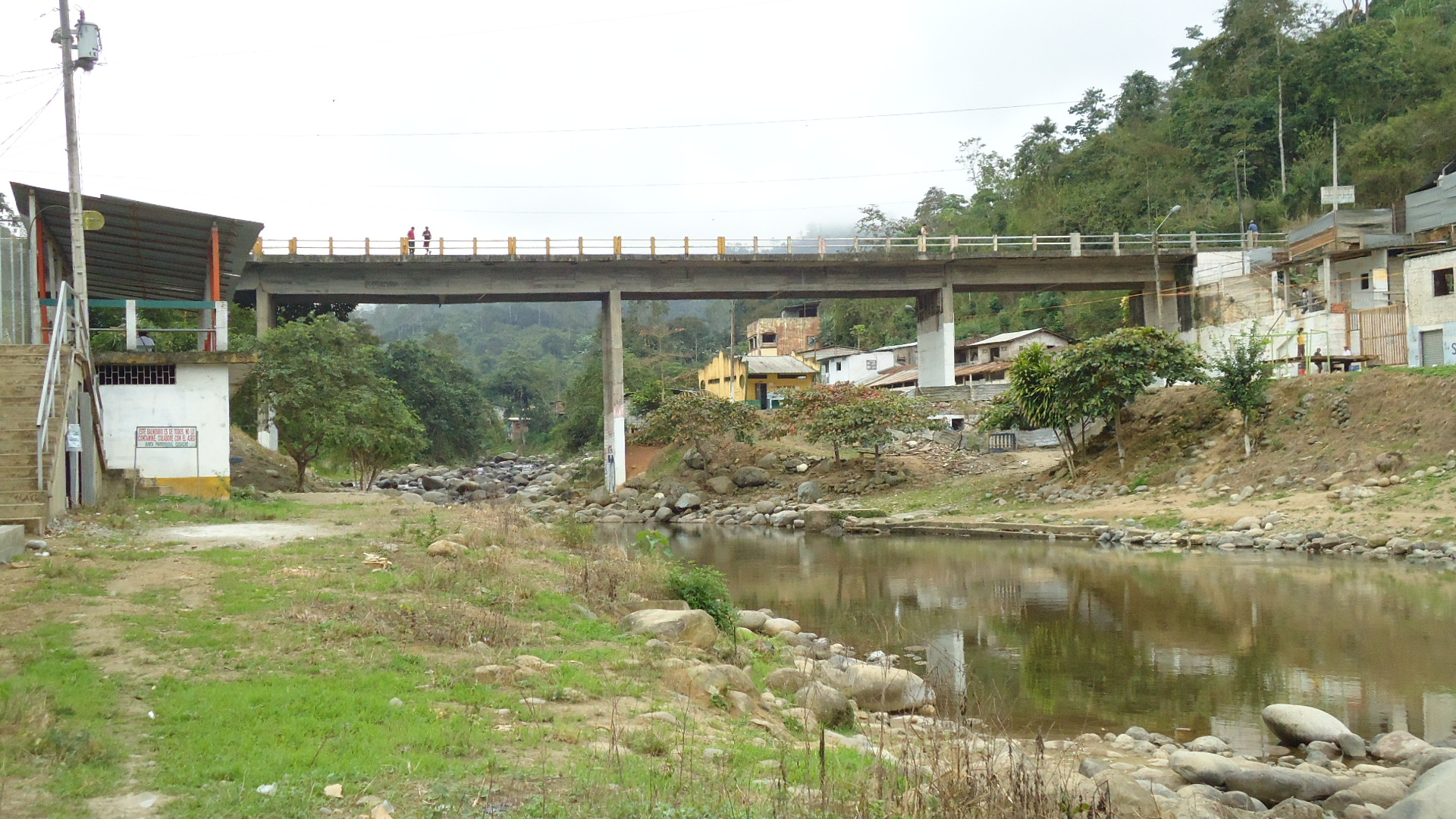
Balneario La Cocha am Río Casacay

Casacay ist eine Ortschaft und eine Parroquia rural („ländliches Kirchspiel“) im Kanton Pasaje der ecuadorianischen Provinz El Oro. Die Parroquia besitzt eine Fläche von 60,52 km². Die Einwohnerzahl lag im Jahr 2010 bei 2457.

## Lage
Die Parroquia Casacay liegt in den westlichen Ausläufern der Cordillera Occidental im Südwesten von Ecuador. Der Río Jubones fließt entlang der nördlichen Verwaltungsgrenze nach Westen. Im Osten wird die Parroquia vom Río Pejeyacu begrenzt. Der 100 m hoch gelegene Hauptort befindet sich am Linksufer des Río Casacay oberhalb dessen Mündung in den Río Jubones. Casacay befindet sich etwa 9 km östlich vom Kantonshauptort Pasaje. Die Fernstraße E59 (Pasaje–Cuenca) führt an Casacay vorbei.
Die Parroquia Casacay grenzt im Norden an die Parroquia El Progreso, im Osten an die Parroquia Uzhcurrumi, im Südosten an den Kanton Chilla, im Südwesten und im Westen an Pasaje.

## Orte und Siedlungen
In der Parroquia gibt es neben dem Hauptort folgende Comunidades und Barrios: El Porvenir, Huizho, Pitahuiña, Playas de San Tin Tin, Quera und Santo Tomas. 

## Geschichte
Die Bekanntmachung im Registro Oficial N° 514 fand am 3. September 1986 statt. Als offizielles Gründungsdatum der Parroquia gilt jedoch der 10. Oktober 1986.

## Ökologie
Etwa die Hälfte des Verwaltungsgebietes liegt im Schutzgebiet Bosque Protector Casacay.